# 가네야촌
가네야촌(일본어: 金屋村)은 일본 기후현 다기군·요로군에 설치되었던 촌이다. 현재의 요로군 요로정에 해당한다.
가네야촌은 당시 다기군이였으나 군제를 시행해 요로군이 되었다.

## 역사
- 1889년 4월 1일 - 정촌제를 실시와 함께 가네야촌이 성립하였다.
- 1897년 4월 1일 - 군제를 실시하여 다기군의 일부와 가미이시쓰군을 합병해 요로군 소속이 되었다.
- 1897년 4월 1일 - 다기촌, 호쿠다이훈촌, 스구에촌, 이즈미촌을 합병해 다기촌이 되어 같은날 가네야촌은 폐지하였다.

## 참고 문헌
- 角川日本地名大辞典編纂委員会,『角川日本地名大辞典 21 岐阜県』1980, 角川書店